# آمبولی ریه
آمبولی ریه (به انگلیسی: Pulmonary embolism) به وجود لخته خون یا گاهی چربی در یکی از سرخرگ‌های ریوی و یا بافت شش‌ها گفته می‌شود. این لخته خون اول در یکی از سیاهرگ‌های عمقی اندام تحتانی یا لگن شکل می‌گیرد. آمبولی چربی بیشتر از ناحیه یک شکستگی استخوانی پایه‌ریزی می‌شود. لخته خون یا آمبولی چربی از راه جریان خون و با گذشتن از قلب به یکی از سرخرگ‌های خونرسان بافت شُش راه یافته و در آنجا مستقر می‌گردد. این پدیده سبب بسته شدن سرخرگ شده و بنابراین توانایی تنفسی کاهش می‌یابد و گاهی بافت ریه از میان می‌رود. آمبولی ریه در همه سن‌ها می‌شود رخ دهد ولی در بزرگسالان رایج‌تر است.

## علایم شایع و میزان شیوع آن‌ها در ترمبوآمبولی ریوی
- تندنفسی و کوتاه شدن نفس‌ها و تنگی نفس[۳]
- شنیدن صدای رال (کراکل) ریوی
- شنیدن صدای دوم قلب
- تندی ضربان قلب (بیشتر ۱۰۰ تپش در دقیقه)
- تب اندک ولی بیش از °۳۷٫۸[۴]
- تعریق شدید (دیافورز)
- شنیدن صدای گالوپ s3 یا s4 (صدای سوم و چهارم قلب)
- سنکوپ (غش کردن یا حالت غش پیدا کردن)
- همراه بودن علایم و نشانه‌های بالینی ترومبوفلبیت
- تورم و درد اندام زیرین (اگر باشد معمولاً قبل از سایر علایم نیز دیده می‌شود)
- شنیدن صدای سوفل قلبی
- سیانوز (آبی یا کبود شدن انتهای انگشتان، لب‌ها یا صورت و مخاط‌ها به علت کمبود اکسیژن خون)
- درد قفسه سینه
- سرفه گاهی همراه با خلط خونی
- بروز ادم حاد ریه

## علت‌ها
لخته شدن خون در سیاهرگ‌های عمقی. این حالت هر زمان که خون در داخل رگ تجمع یافته و به خوبی جریان نداشته باشد می‌تواند ایجاد شود.
از عوامل تشدیدکننده بیماری
- سن بالای ۶۰ سال
- هرگونه آسیب یا بیماری نیازمند استراحت طولانی در بستر
- نشستن در یک حالت ثابت به مدت طولانی برای نمونه در مسافرت با هواپیما
- جراحی گذشته
- نارسایی احتقانی قلب
- اختلالات ریتم قلب
- پرخونی پلی سیتمی
- کم خونی همولیتیک
- شکستگی استخوان
- چاقی
- مصرف دخانیات
- بارداری
- مصرف قرص‌های ضد بارداری به ویژه در خانم‌های سیگاری
- فشار خون بالا
- سرطان که شایعترین آن سرطان پانکراس است.
- وجود کاتترهای ورید مرکزی

## پیشگیری
- از استراحت طولانی‌مدت در بستر بیماری خودداری کنید. در دوره نقاهت از جوراب کشی استفاده کنید (چه در هنگام استراحت در بستر و چه در هنگام برخاستن از بستر)
- پس از جراحی هر چه زودتر حرکت اندام‌های تحتانی و راه رفتن را آغاز کنید.
- خودداری از کاربرد دخانیات، به ویژه در خانم‌های ۳۵ سال به بالا که قرص ضد بارداری مصرف می‌کنند.
- دوری از جراحی‌های غیر ضروری. در این موارد از روش‌های دیگری به جز جراحی بهره‌گیری کنید.
- در سفر هر ۱–۲ ساعت زمانی ایستاده و راه بروید.
- مصرف یک قرص آسپرین در روز می‌تواند نقش پیشگیری‌کننده در این زمینه داشته باشد؛ در این باره با پزشک خود مشورت کنید.
- غواصی به شیوه درست

## پیامدها مورد انتظار
بیشتر با مراقبت‌های ویژه در ۱۰–۱۴ روز بهبود می‌یابد.

## عوارض احتمالی
- مرگ سریع‌الوقوع در اثر یک لخته بزرگ که بیش از ۵۰٪ جریان خون ریه‌ها را مسدود کند.
- خون‌ریزی شدید داخل ریه دراثر لخته‌های کوچکتر

## تشخیص افتراقی
پنومونی٬آسم٬COPD٬CHF٬پریکاردیت٬پنوموتوراکس٬اضطراب

## درمان

### اصول کلی
بررسی‌های تشخیصی می‌شود دربرگیرنده رادیوگرافی قفسه سینه، اسکن ریه، سی تی آنژیوگرافی ریه، نوار قلب، سمع قلب و ریه، و آزمایش‌های خون جهت اندازه‌گیری عوامل انعقادی و زمان پروترومبین باشد.
هدف درمانی شامل:
- نگهداری عملکرد قلب و ریه در اندازه پذیرفتنی (تا برطرف شدن لخته) و جلوگیری از عود آمبولی
- جراحی ممکن است برای بستن رگ بزرگ منتهی به قلب و ریه (رگ اجوف) یا نهادن یک صافی در داخل آن برای جلوگیری از گذر لخته‌ها به سمت قلب لازم باشد (به ندرت)
- بکارگیری جوراب‌کشی یا پیچیدن ساق پا با باند کشی
- از نشستن به حالتی که ساق‌ها یا مچ پاها را روی یکدیگر بیندازید خودداری کنید.
- در هنگام نشستن طولانی مدت گونه‌ای بنشینید که پاها بالاتر از ران‌ها قرار گیرند.
- در هنگام خوابیدن پاها را بالاتر از سطح بستر قرار دهید.

### داروها
داروهای ضد انعقاد به سوی حل کردن لخته و جلوگیری از ایجاد دوباره آن. سطح داروهای ضد انعقاد باید به گونه مرتب اندازه‌گیری شود تا اطمینان حاصل شود سطح آن‌ها در اندازه دلخواه و بی‌خطر است.
تجویز اکسیژن، در صورت نیاز
آنتی‌بیوتیک‌ها، در موارد آمبولی عفونی

## فعالیت در زمان ابتلا به این بیماری
تا هنگام برطرف شدن علایم التهابی برآمده از لخته شدن خون در بستر استراحت نمایید. در استراحت در بستر اندام‌های زیرین را به گونه مکرر حرکت دهید تا به جریان یافتن خون در آن‌ها کمک شود.

## رژیم غذایی
رژیم ویژه‌ای نیاز نیست.

## شرایط مراجعه به پزشک
پدیدار شدن هرکدام از نشانه‌های زیر یک اورژانس است.
- درد قفسه سینه
- سرفه همراه خلط خونی
- کوتاهی نفس
- تشدید تورم و درد ساق پا